# Josef Šindelář
Štábní kapitán Josef Šindelář (28. února 1894 Buštěhrad – 11. srpna 1987 Brno) byl československý legionář a amatérský botanik Kladenska. V roce 1957 byl v zinscenovaném politickém procesu odsouzen na 12 let za trestný čin vyzvědačství. Amnestován byl v roce 1960.

## Život
Narodil se v roce 1894 v rodině výpravčího Buštěhradské dráhy. Jeho otec však v létě roku 1896 podlehl zraněním, které utrpěl na dráze, před tím, než se v prosinci 1896 narodil jeho druhý syn Bedřich. Josef Šindelář v roce 1913 ukončil osmileté gymnázium ve Slaném a začal studovat medicínu na lékařské fakultě v Praze, po absolvování dvou semestrů byl však se začátkem první světové války mobilizován.

## Ve válce
Nastoupil jako jednoroční dobrovolník – medik u 87. pěšího pluku a následně byl vyslán do dvou kurzů pro zdravotníky v Lublani a Celji. Ze Slovinska se vrátil na bojiště do Haliče, kde byl na podzim 1914 těžce zraněn. Utrpěl zranění lokte a nohy a na bojišti byl zajat. V roce 1916 se po vyléčení přihlásil do československého vojska, o rok později po příchodu z dárnického zajateckého tábora byl zapsán do stavu 1. čsl. střeleckého záložního praporu, 3. roty, následně přidělen na praporní ošetřovnu. V roce 1918 již bojoval v řadách 3. střeleckého pluku. Byl přidělen k plukovní ošetřovně, o rok později za účast v bojích dekorován čs. válečným křížem a povýšen na poručíka zdravotní služby. V červnu roku 1920 se vrátil do vlasti transportem na lodi Amerika.

## Poválečné období
Po návratu do vlasti pracoval už jako štábní kapitán v Divizní nemocnici č. 1 a zároveň pokračoval ve studiích medicíny. V roce 1927 se mu však nezdařilo složit rigorózní zkoušky a z toho důvodu musel z řad armády odejít. V letech 1927–1928 navštěvoval kurz při Obchodní akademii, od roku 1928 byl zaměstnán jako úředník u První české vzájemné pojišťovny, na rok služebně přeložen do Příbrami, následně do Kladna, kde pracoval do roku 1945.
V roce 1928 se oženil s Marií Sládečkovou, dcerou ředitele kladenského muzea Antonína Sládečka. Jejich manželství zůstalo bezdětné.
Od května 1945 nastoupil jako placený tajemník Československého červeného kříže, od roku 1946 pracoval ve Svazu národní revoluce. Zde byl až do roku 1947, kdy si našel místo u stavební firmy Jaroslav Nedvěd. Firma přestála znárodnění a Šindelář tu pracoval jako účetní až do ledna roku 1951, kdy pozbyl armádní byt a musel ho opustit. S manželkou se proto přestěhoval do Brna za švagrovou a nastoupil jako kontrolor faktur v n. p. Pozemní stavby Brno, ul. Masarykova.
Měl velmi blízký vztah k přírodě, svůj volný čas věnoval zkoumání flóry na Kladensku; jeho úsilí vyústilo ve vydání knihy Studie květeny v okolí Kladna (1941), což je první ucelené dílo o flóře okolí Kladna. Byl autorem dalších článků s botanickou tematikou. Ve své botanické činnosti pokračoval i po přestěhování do Brna (jeho oblíbená lokalita byly Hády), dle dostupných dokumentů připravoval vydání spisu „Květena okolí Brna“, avšak rukopis se nedochoval.

## Proces
Poprvé se do hledáčku StB dostal již v březnu 1948, kdy byl na Oblastní úřadovně státní bezpečnosti v Praze vyslýchán v souvislosti s činností Svazu národní revoluce a napojení na dr. Vladimíra Krajinu, se kterým vešel v kontakt v roce 1947. Tento výslech se patrně pojil s připravovaným procesem právě proti tzv. Krajinově kanceláři. Fatální pro Josefa Šindeláře bylo až druhé setkání s policejní zlovůlí.
V lednu 1950 mu byl zaslán oběžník Ministerstva národní obrany, podepsaný armádním generálem Ludvíkem Svobodou, o odnětí vojenské hodnosti (což se vztahuje na důstojníky, rotmistry a poddůstojníky mimo aktivní službu).
18. června 1957 byl v ranních hodinách zatčen v Brně a převezen do věznice Praha-Ruzyně. Bylo mu sděleno obvinění z trestného činu vyzvědačství dle § 86/1 trestního zákona, kterého se měl dopustit tím, že v letech 1948–1951 v Kladně, Praze a Brně získával sám a též prostřednictvím dalších osob špionážní zprávy hospodářského, vojenského a politického charakteru, které následně předával dál agentům zahraničních zpravodajských služeb. Spolu s ním byli zatčeni jeho přátelé zejména z Kladenska a celá skupina obviněna z velezrady a vyzvědačství. V soudním líčení proti „Františku Jungrovi a spol.“ konaném ve dnech 9. – 13. prosince 1957 u Krajského soudu v Praze spolu s dalšími 11 členy této skupiny odsouzen k trestu odnětí svobody na 12 let včetně propadnutí majetku. Odvolal se, ale odvolání bylo zamítnuto. Po odsouzení byl vězněn v Leopoldově, pracovní normy plnil na 80 – 85%. 9. května 1960 byl amnestován, 10. května 1960 byl propuštěn a byl mu prominut zbytek trestu.
Dožil v Brně, na stáří téměř oslepl. Je pohřben na Ústředním hřbitově v Brně v rodinné hrobce spolu s manželkou Marií, ta zemřela v roce 1974.

## Vyznamenání
- Československý válečný kříž (1918)
- Československá revoluční medaile
- Československá medaile Vítězství

## Dílo
- Šindelář J. (1936): Příspěvek k floristice okolí Kladna. – Věda Přír. 17: 99–100.
- Šindelář J. (1937–1938a): Rostliny, jež kvetou v únoru v našem kraji. – Vlastivědný sborník školního okresu slánského a kladenského 15: 117–121.
- Šindelář J. (1937–1938b): Naše květena v březnu. – Vlastivědný sborník školního okresu slánského a kladenského 15: 141–145.
- Šindelář J. (1937–1938c): Květena okolí Kladna v dubnu. – Vlastivědný sborník školního okresu slánského a kladenského 15: 158–162.
- Šindelář J. (1937–1938d): Květena okolí Kladna v květnu. – Vlastivědný sborník školního okresu slánského a kladenského 15: 185–189.
- Šindelář J. (1937–1938d): Naše rostliny v květnu. – Vlastivědný sborník školního okresu slánského a kladenského 15: 185–189.
- Šindelář J. (1937–1938e): Letní květena v našem okolí. – Vlastivědný sborník školního okresu slánského a kladenského 15: 201–205.
- Šindelář J. (1938–1939): Naše podzimní květiny. – Vlastivědný sborník školního okresu slánského a kladenského 16: 16–20.
- Šindelář J. (1939–1940): Zbytky stepí v našem kraji. – Vlastivědný sborník školního okresu slánského a kladenského 17: 4–7.
- Šindelář J. (1941): Studie květeny v okolí Kladna. – Kladno.